# Connor Clifton
Connor Clifton, född 28 april 1995, är en amerikansk professionell ishockeyback som spelar för Boston Bruins i National Hockey League (NHL).
Han har tidigare spelat för Providence Bruins i American Hockey League (AHL); Quinnipiac Bobcats i National Collegiate Athletic Association (NCAA) samt Team USA i United States Hockey League (USHL).
Clifton draftades av Phoenix Coyotes i femte rundan i 2013 års draft som 133:e spelare totalt.

## Statistik
| 2008–2009   | New Jersey Jr. Titans               | AYHL        | 32  | 15 | 11 | 26 | 92  | —  | — | — | —  | —  |
| 2009–2010   | New Jersey Hitmen                   | EMJHL       | 33  | 2  | 10 | 12 | 59  | 3  | 0 | 0 | 0  | 2  |
|             | Christian Brothers Academy Brothers |             | —   | 6  | 8  | 14 | —   | —  | — | — | —  | —  |
| 2010–2011   | New Jersey Hitmen                   | EMJHL       | 36  | 4  | 14 | 18 | 95  | 7  | 2 | 2 | 4  | 10 |
| 2011–2012   | New Jersey Hitmen                   | EJHL        | 28  | 1  | 11 | 12 | 46  | 6  | 0 | 3 | 3  | 15 |
|             | New Jersey Hitmen                   | EMJHL       | 4   | 0  | 1  | 1  | 0   | —  | — | — | —  | —  |
|             | Team USA                            | USHL        | 8   | 1  | 0  | 1  | 16  | —  | — | — | —  | —  |
|             | U.S. National U17 Team              |             | 12  | 1  | 1  | 2  | 24  | —  | — | — | —  | —  |
| 2012–2013   | Team USA                            | USHL        | 25  | 3  | 6  | 9  | 90  | —  | — | — | —  | —  |
|             | U.S. National U18 Team              |             | 66  | 8  | 15 | 23 | 114 | —  | — | — | —  | —  |
| 2013–2014   | Quinnipiac Bobcats                  | NCAA        | 36  | 5  | 4  | 9  | 106 | —  | — | — | —  | —  |
| 2014–2015   | Quinnipiac Bobcats                  | NCAA        | 38  | 0  | 5  | 5  | 54  | —  | — | — | —  | —  |
| 2015–2016   | Quinnipiac Bobcats                  | NCAA        | 43  | 7  | 21 | 28 | 42  | —  | — | — | —  | —  |
| 2016–2017   | Quinnipiac Bobcats                  | NCAA        | 39  | 7  | 7  | 14 | 82  | —  | — | — | —  | —  |
| 2017–2018   | Providence Bruins                   | AHL         | 54  | 4  | 9  | 13 | 53  | 4  | 0 | 0 | 0  | 2  |
| 2018–2019   | Boston Bruins                       | NHL         | 19  | 0  | 1  | 1  | 15  | 18 | 2 | 3 | 5  | 16 |
|             | Providence Bruins                   | AHL         | 53  | 6  | 21 | 27 | 52  | —  | — | — | —  | —  |
| 2019–2020   | Boston Bruins                       | NHL         | 31  | 2  | 0  | 2  | 12  | 8  | 1 | 2 | 3  | 6  |
|             | Providence Bruins                   | AHL         | 2   | 0  | 0  | 0  | 2   | —  | — | — | —  | —  |
| 2020–2021   | Boston Bruins                       | NHL         | 44  | 1  | 6  | 7  | 38  | 10 | 0 | 0 | 0  | 2  |
| 2021–2022   | Boston Bruins                       | NHL         | 60  | 2  | 8  | 10 | 32  | 7  | 1 | 1 | 2  | 8  |
| 2022–2023   | Boston Bruins                       | NHL         | 78  | 5  | 18 | 23 | 60  | 3  | 0 | 0 | 0  | 2  |
| NHL totalt  | NHL totalt                          | NHL totalt  | 232 | 10 | 33 | 43 | 157 | 46 | 4 | 6 | 10 | 34 |
| AHL totalt  | AHL totalt                          | AHL totalt  | 109 | 10 | 30 | 40 | 87  | 4  | 0 | 0 | 0  | 2  |
| NCAA totalt | NCAA totalt                         | NCAA totalt | 156 | 19 | 37 | 56 | 284 | —  | — | — | —  | —  |
| USHL totalt | USHL totalt                         | USHL totalt | 33  | 4  | 6  | 10 | 106 | —  | — | — | —  | —  |

### Internationellt
| Källa: Uppdaterad: 2018-11-17 | Källa: Uppdaterad: 2018-11-17 | Källa: Uppdaterad: 2018-11-17 |         | Utv = Utvisningsminuter | Utv = Utvisningsminuter | Utv = Utvisningsminuter | Utv = Utvisningsminuter | Utv = Utvisningsminuter |
| År                            | Lag                           | Mästerskap                    | Matcher | Mål                     | Assists                 | Poäng                   | Utv                     |                         |
| ----------------------------- | ----------------------------- | ----------------------------- | ------- | ----------------------- | ----------------------- | ----------------------- | ----------------------- | ----------------------- |
| 2012                          | USA                           | Ivan Hlinka                   | 3       | 0                       | 0                       | 0                       | 2                       |                         |
| 2013                          | USA                           | U18-VM                        | 7       | 1                       | 0                       | 1                       | 2                       |                         |
| Junior totalt                 | Junior totalt                 | Junior totalt                 | 10      | 1                       | 0                       | 1                       | 4                       |                         |